# Ransom (Fernsehserie)
Ransom ist eine Krimiserie, die am 1. Januar 2017 in den Vereinigten Staaten Erstausstrahlung hatte. Die Serie ist eine internationale Co-Produktion zwischen CBS (USA), Global (Kanada), TF1 (Frankreich) und RTL (Deutschland). In Deutschland wird Ransom seit dem 29. März 2017 auf VOX ausgestrahlt. Die Serie entstand nach einer Idee von David Vainola und wird von Frank Spotnitz produziert. Die Hauptrolle spielt Luke Roberts.
Im Mai 2017 gab die RTL Group bekannt, sich an keiner Fortsetzung der Serie mehr beteiligen zu wollen. Grund dafür waren die schlechten Einschaltquoten der Ausstrahlung auf VOX. Im Oktober 2017 verlängerten CBS und Global hingegen die Serie um eine zweite Staffel, die wieder 13 Folgen umfassen soll. Die Dreharbeiten dafür fanden in Ungarn statt. Im Juli 2018 wurde die Serie um eine dritte Staffel verlängert, deren Ausstrahlung in den USA am 16. Februar 2019 begann.

## Handlung
Im Zentrum der Serie steht Eric Beaumont als erfahrener Verhandlungsführer bei Entführungen. Im Gegensatz zu klassischen Krimis, in denen Waffen ein zentrales Mittel zur Konfliktlösung sind, steht bei Ransom das Wort und die Verhandlung im Vordergrund.
Als Vorbild im realen Leben diente Laurent Combalbert, der als einer der erfahrensten Krisenmanager weltweit gilt und an über 200 Einsätzen bei Entführungen teilgenommen hat.

## Besetzung und Synchronisation
Die deutschsprachige Synchronisation der Serie erfolgt beim Synchronstudio Scalamedia in Berlin unter der Dialogregie von Cay-Michael Wolf und Max Felder.
| Rollenname      | Schauspieler/in     | Hauptrolle (Folgen) | Nebenrolle (Folgen)          | Synchronsprecher/in |
| --------------- | ------------------- | ------------------- | ---------------------------- | ------------------- |
| Eric Beaumont   | Luke Roberts        | 1.01–3.13           |                              | Nicolas Böll        |
| Zara Hallam     | Nazneen Contractor  | 1.01–3.13           |                              | Julia Kaufmann      |
| Oliver Yates    | Brandon Jay McLaren | 1.01–3.13           |                              | Tobias Schmidt      |
| Maxine Carlson  | Sarah Greene        | 1.01–2.08           |                              | Tina Haseney        |
| Evie Beaumont   | Jenessa Grant       |                     | 1.01, 1.03, 1.08, 1.11, 1.13 |                     |
| Nathalie Denard | Emma de Caunes      |                     | 1.03, 1.10–12                |                     |

## Episoden

### Staffel 1
| Nr. (ges.) | Nr. (St.) | Deutscher Titel   | Originaltitel    | Erstausstrahlung USA | Deutschsprachige Erstausstrahlung (D) | Regie              | Drehbuch                       |
| ---------- | --------- | ----------------- | ---------------- | -------------------- | ------------------------------------- | ------------------ | ------------------------------ |
| 1          | 1         | Maxine            | The Return       | 1. Jan. 2017         | 29. März 2017                         | Richard Lewis      | David Vainola & Frank Spotnitz |
| 2          | 2         | Topspieler        | Grand Slam       | 7. Jan. 2017         | 29. März 2017                         | Jon Jones          | Sara B. Cooper                 |
| 3          | 3         | Unter Verschluss  | The Box          | 21. Jan. 2017        | 5. Apr. 2017                          | Erik Canuel        | Ben Harris                     |
| 4          | 4         | Bauernopfer       | Joe              | 28. Jan. 2017        | 5. Apr. 2017                          | Erik Canuel        | Ben Harris                     |
| 5          | 5         | Vertraute Feinde  | The Enemy Within | 4. Feb. 2017         | 12. Apr. 2017                         | Eleanore Lindo     | Ben Schiffer                   |
| 6          | 6         | Celina            | Celina           | 11. Feb. 2017        | 19. Apr. 2017                         | François Velle     | Ben Schiffer                   |
| 7          | 7         | Unter Geiseln     | Regeneration     | 18. Feb. 2017        | 26. Apr. 2017                         | James Genn         | David Vainola                  |
| 8          | 8         | Geständnisse      | Say What You Did | 25. Feb. 2017        | 3. Mai 2017                           | Paul A. Kaufman    | David Vainola                  |
| 9          | 9         | 6 Monate vermisst | Girl on a Train  | 4. März 2017         | 10. Mai 2017                          | Frédéric Forestier | Rachel Anthony                 |
| 10         | 10        | Verhandlungskunst | The Artist       | 11. März 2017        | 17. Mai 2017                          | Frédéric Forestier | Annmarie Morrais               |
| 11         | 11        | Kinderspiele      | The Castle       | 25. März 2017        | 24. Mai 2017                          | François Velle     | Sarah Dodd                     |
| 12         | 12        | Auf der Flucht    | Refuge           | 8. Apr. 2017         | 31. Mai 2017                          | Laurence Katrian   | Mark Greig                     |
| 13         | 13        | Endspiel          | Bulletproof      | 15. Apr. 2017        | 7. Juni 2017                          | Laurence Katrian   | Mark Greig                     |